# Festival interceltique de Lorient 2016
Vous lisez un « bon article » labellisé en 2019.
La 46e édition du Festival interceltique de Lorient (FIL), qui se déroule du 5 au 14 août 2016 à Lorient, est un festival réunissant plusieurs nations celtes. L'Australie est la nation à l'honneur, et ce pour la deuxième fois de l'histoire du festival. Lors de cette édition, plusieurs anniversaires sont célébrés : les 350 ans de la ville de Lorient, les 70 ans de la fédération des bagadoù Sonerion et le centenaire de la rébellion irlandaise (les « Pâques sanglantes »). À la suite de divers attentats terroristes qui ont touché la France, les organisateurs du festival décident de mettre en place des moyens considérables afin d'assurer la sécurité du public.
Les principales têtes d'affiches de cette édition sont Alan Stivell, Dan Ar Braz, The Corrs, Joan Baez, Archie Roach, Eric Bogle et Tommy Emmanuel. L'avis sur la programmation est assez unanime dans les médias, considérée comme « belle » et « dense », avec « quelques pointures ». Les médias relèvent par ailleurs la faible affluence de certains concerts, tels que celui de Republik, le nouveau groupe de Frank Darcel. Les prestations de certains artistes comme Duncan Chisholm, Joan Baez et Tommy Emmanuel sont, quant à elles, mises en avant. Plusieurs infrastructures du centre-ville de Lorient telles que le stade du Moustoir et le théâtre de Lorient sont utilisées pendant cet évènement tandis que des installations temporaires sont aussi montées pour les besoins du festival.
La fréquentation est estimée à environ 700 000 festivaliers, et la diffusion du grand spectacle du Festival interceltique de Lorient à la télévision enregistre 2,1 millions de téléspectateurs. Les retombées économiques pour le pays de Lorient sont estimées entre 20 et 25 millions d'euros. Même si le festival reste encore en déficit au 31 décembre 2016, il enregistre lors de cette édition un bénéfice de plus de 49 000 euros malgré des contraintes sécuritaires coûteuses en raison des risques d'attentat.

## Préparation

### Pays invité

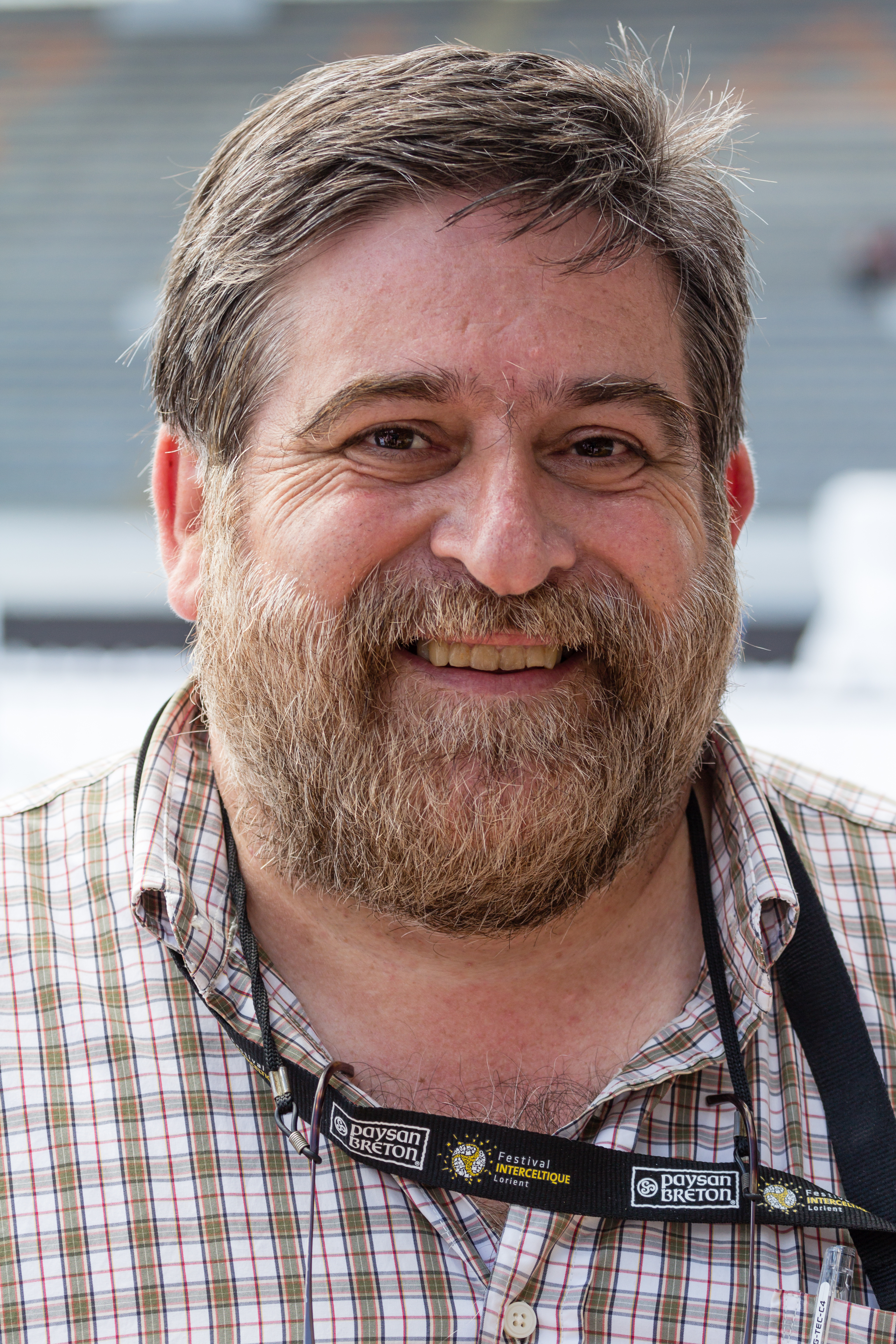
Lisardo Lombardía, directeur du festival depuis 2007.

L'annonce officielle du pays invité pour l'édition 2016 a lieu le 15 août 2015, lors de l'édition de 2015. Elle est faite par Lisardo Lombardía, le directeur du Festival, en compagnie de Kathleen O'Malley et de Jeff Goward, délégués de l'Australie pour le FIL depuis 1999. L'Australie est alors annoncée, dix ans après sa première participation en 2006, et sera accompagnée d'une délégation néo-zélandaise. Les deux délégations sont composées pour l'occasion de 170 artistes au total,.
Lisardo Lombardía justifie le choix de l'Australie par le fait que « riche de plus de 23 millions d'habitants, l'Australie du XXIe siècle, construite sur une émigration initiée en 1788, accueille une des diasporas celtiques les plus importantes de la planète : quasiment la moitié de sa population a des racines celtiques ». De son côté, Patrick Malrieu, président de l'Institut culturel de Bretagne estime que cette nation « n'a pas de marqueur artistique qui légitimerait sa place d'invitée d'honneur », déclarant ainsi qu' « il y a des sonneurs de cornemuse en Australie, d'accord, mais ça ne suffit pas à dire que c'est une nation celte ».
Un visuel reprenant la technique du pointillisme de l'art aborigène australien est dévoilé le 19 janvier 2016,. Créé par l'entreprise lorientaise Orignal communication, le graphisme incarne les identités australiennes et celtiques en représentant un kangourou, un boomerang, des feuilles d'eucalyptus, un didgeridoo, une salamandre, une cornemuse, une harpe et un triskèle,.

### Programmation
La 46e édition du Festival interceltique de Lorient se déroule du 5 au 14 août 2016. À cette occasion, plusieurs anniversaires sont célébrés : les 350 ans de la ville de Lorient, les 70 ans de la fédération des bagadoù Sonerion et le centenaire de la rébellion irlandaise (les « Pâques sanglantes »). Sur la centaine de manifestations qui se déroulent durant le festival, 60 % sont gratuites.
L'Australie, qui est l'invitée d'honneur, est célébrée autour du thème « Des Celtes sous la Croix du Sud ». La Bretagne, l'Acadie, les Asturies, les Cornouailles, l'Écosse, la Galice, l'Île de Man, l'Irlande et le Pays de Galles sont les autres nations celtes présentes. Sur les 138 groupes invités lors de cette édition, 74 viennent de Bretagne, soit 54 % de la programmation.
Selon le périodique Ouest-France, le festival propose une programmation « dense » tandis que Le Télégramme souligne la venue de « quelques pointures ». Ainsi, parmi les têtes d'affiches, on peut citer Alan Stivell, Dan Ar Braz, The Corrs et Joan Baez. L'Australie est notamment représentée par Archie Roach, Eric Bogle, Tommy Emmanuel, Jane Rutter, le groupe Claymore et Siobhan Owen. Selon le magazine Profession Spectacle, le duo australien Kenna & Cox est un coup de cœur à découvrir durant cette édition qui propose « une belle programmation ».
Par ailleurs, d'autres artistes sont présents tels que l'Orchestre symphonique de Bretagne, Cécile Corbel, Yann-Fañch Kemener, Carré Manchot, Djiboudjep, Solas, Dominique Dupuis, Patrick Molard, Nolwenn Arzel, André Le Meut et Philippe Bataille, Étienne Grandjean et Soïg Sibéril, ou Corquiéu,.

Quelques artistes du Festival interceltique de Lorient 2016
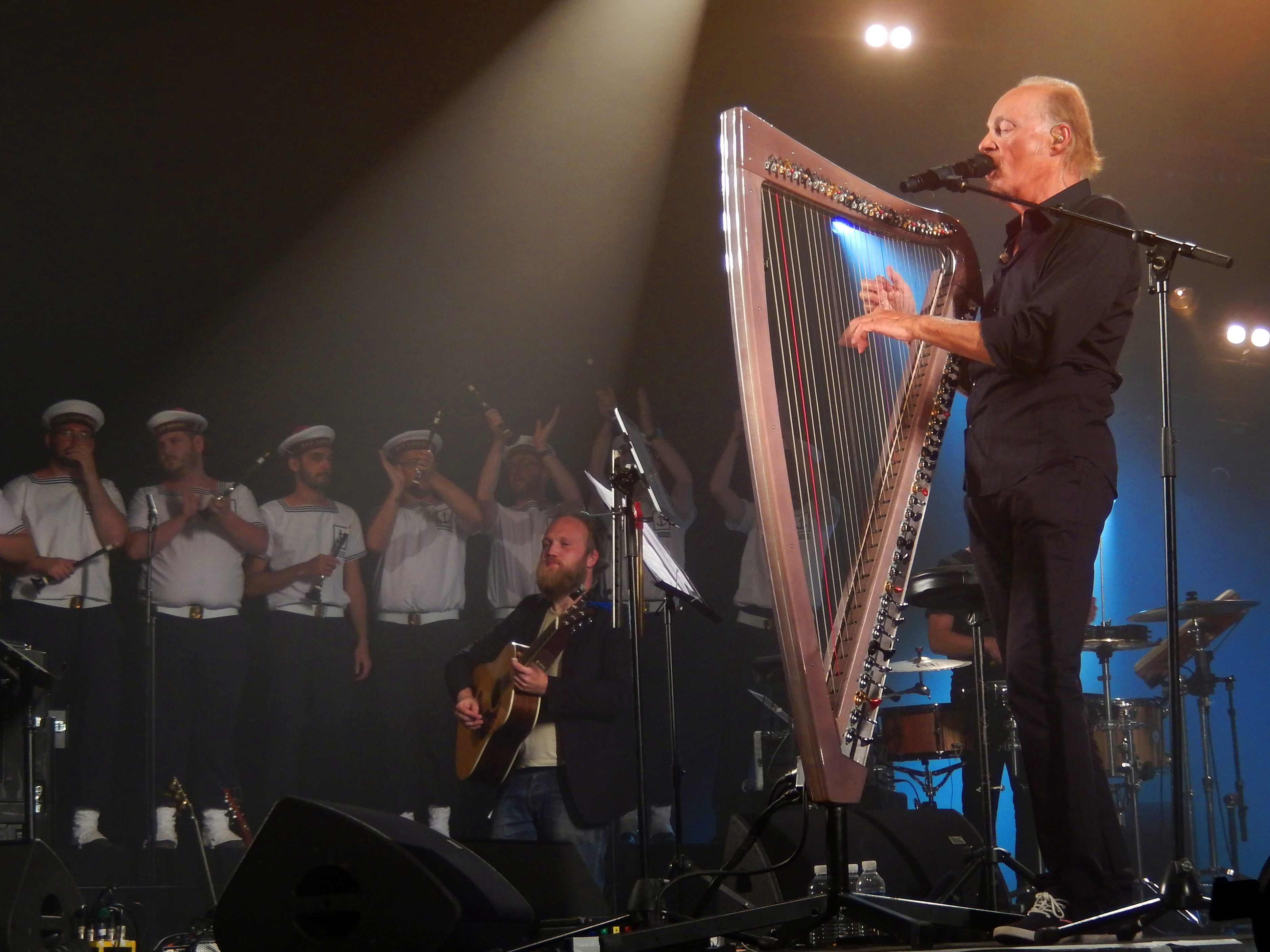
Alan Stivell et le bagad de Lann-Bihoué.
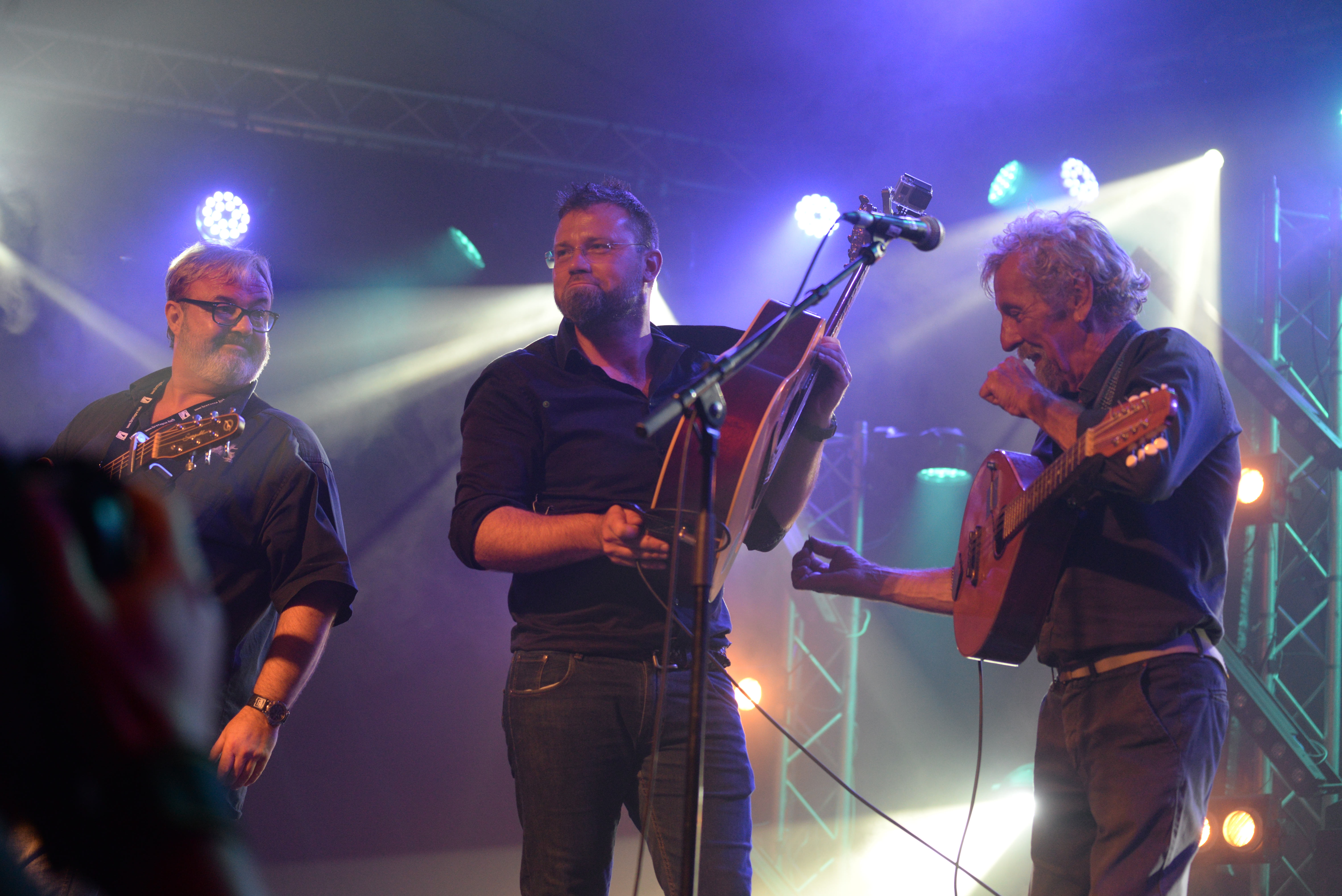
Djiboudjep.
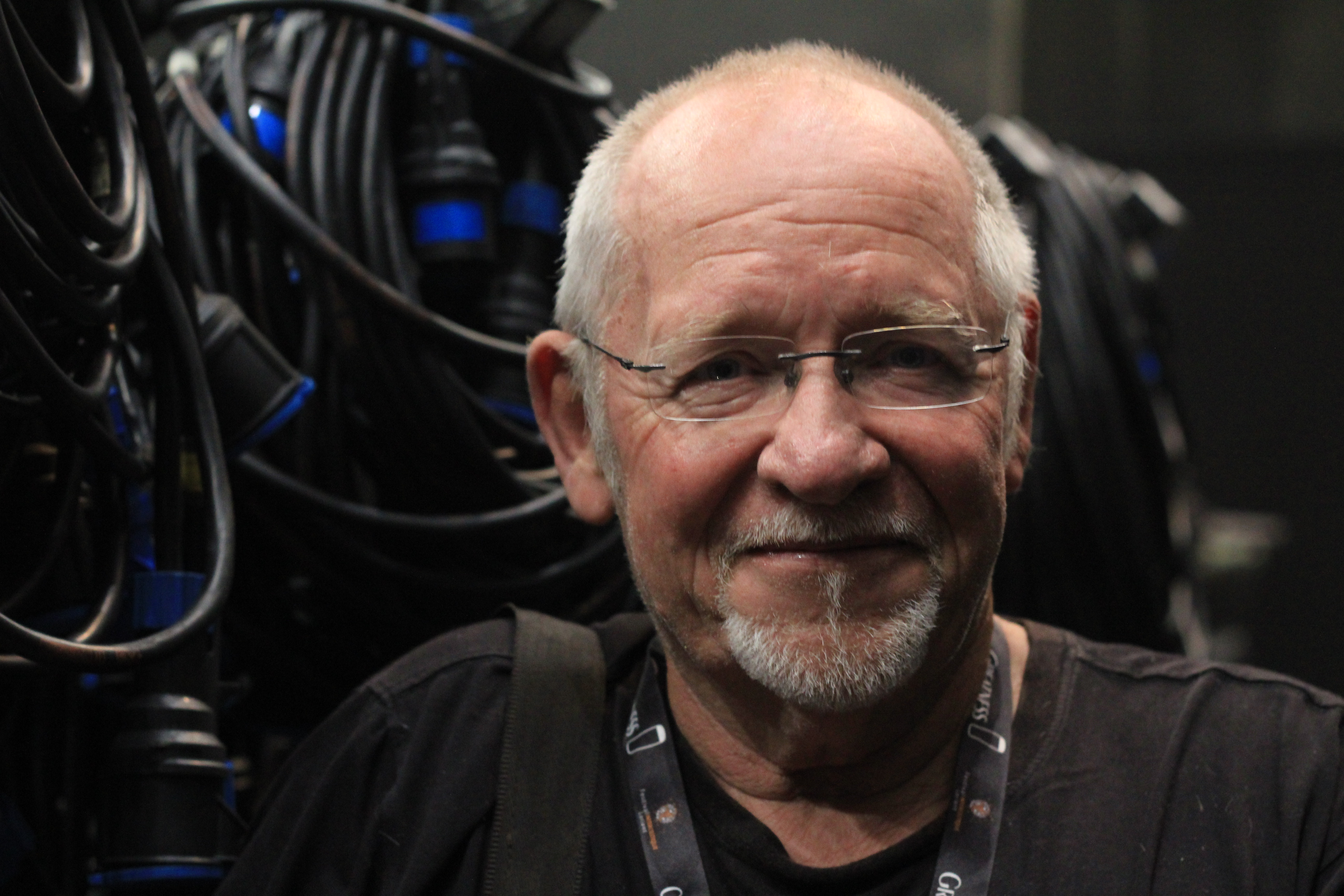
Eric Bogle.
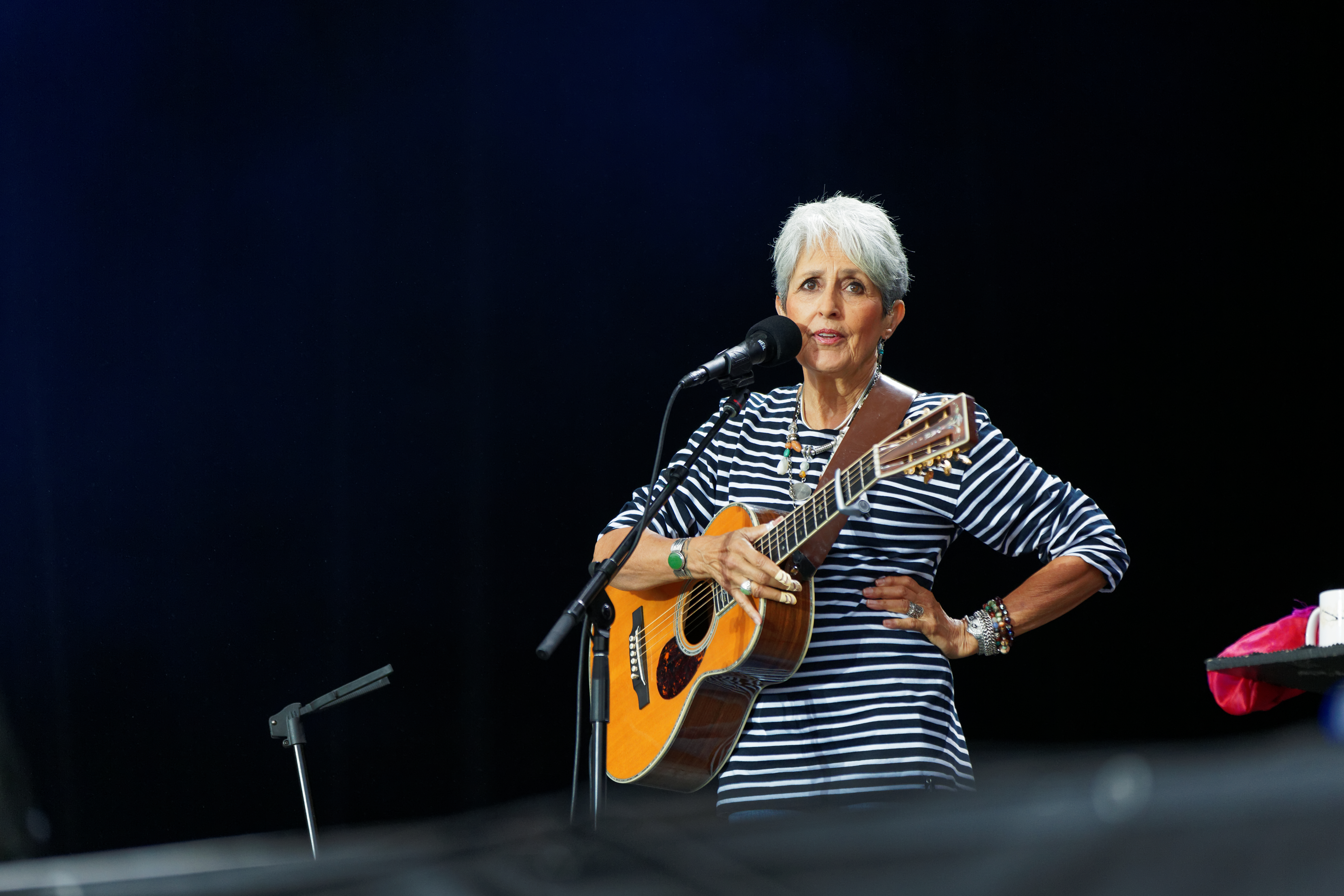
Joan Baez.
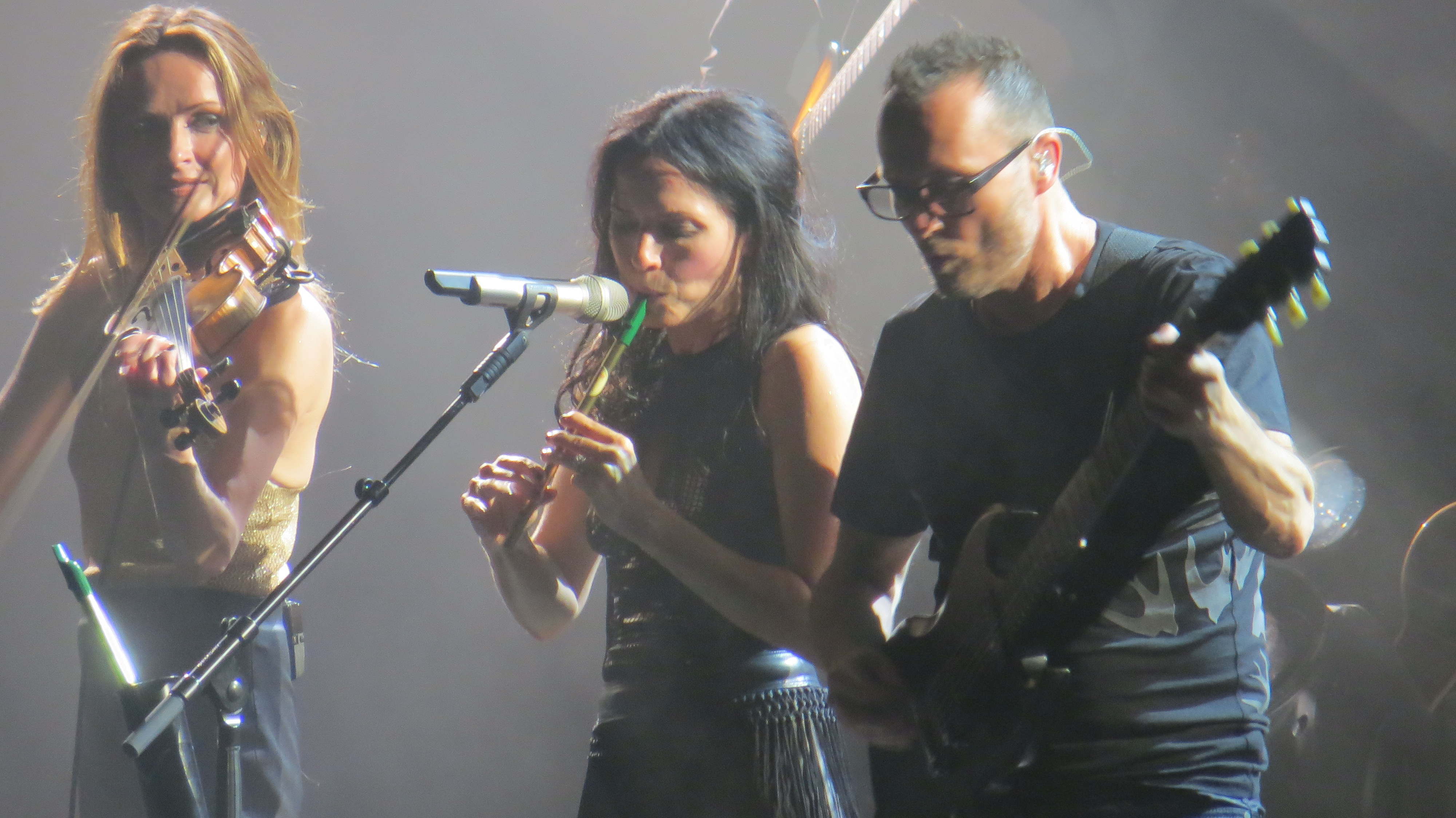
The Corrs.

### Site et infrastructures
Le site du festival s'étend du stade du Moustoir jusqu'au quai des Indes. Plusieurs infrastructures du centre-ville de Lorient sont utilisées pendant cet évènement. Ainsi, à l'est du site, des spectacles sont quotidiennement organisés au stade du Moustoir et au Théâtre de Lorient. Au centre du dispositif, le palais des congrès reçoit des spectacles, des expositions et la plupart des services du festival (point accueil, billetterie, poste de premiers secours…). À l'ouest, la salle Carnot reçoit des festoù-noz tandis que l'hôtel Gabriel et ses jardins accueillent des expositions et des activités ponctuelles. Par ailleurs, des installations temporaires sont montées pour les besoins du festival, dont les pavillons des nations celtes sur les côtés du palais des congrès et le long des quais du bassin à flot, ainsi que l'espace Marine en face de l'hôtel Gabriel.
Des évènements sont également organisés dans d'autres villes de la communauté d'agglomération Lorient Agglomération. Par exemple, durant le festival interceltique, les villes de Guidel et de Port-Louis accueillent des défilés, des concerts et des battles de pipe band,.
La CeltiCash et le badge de soutien sont aussi proposés. La CeltiCash est une carte de paiement dématérialisé pour les festivaliers qu'il faut approvisionner et permettant de payer dans plusieurs stands et boutiques du festival. Quant au badge de soutien vendu 5 euros et valable durant les dix jours de l'évènement, il donne accès à certaines animations dans différents lieux tels que le quai de Bretagne, le quai des pays celtes, le palais des congrès ou encore à la salle Carnot.
Pour permettre aux festivaliers d'assister au FIL, la Compagnie de transport de la région lorientaise (CTRL) met en place un dispositif spécial pendant dix jours, avec un tarif unique de 3 euros la journée. Elle ouvre notamment des parkings relais, met en place des lignes de bus spécifiques et des navettes, et propose des horaires élargis avec des bus de nuit. Mais, une grève des bus et batobus a lieu durant le week-end de la Grande parade, les syndicats dénonçant une dégradation des conditions de travail. Si les services de soirée fonctionnent, plusieurs lignes régulières de journée sont cependant perturbées tandis que certaines lignes « Grande parade » sont supprimées.

### Données financières
Le festival est tributaire d'un passif de 580 000 € hérité de l'édition de 2014. Un plan d'économie visant un comblement de 120 000 € par édition du festival est alors mis en place, devant être suivi jusqu'en 2020. Une politique de réduction des coûts est ainsi engagée. Le centre national de la chanson, des variétés et du jazz (CNV) apporte une aide de 60 000 €.
L'enveloppe artistique représente 39 % du budget global de du Festival Interceltique de Lorient qui est de 5,5 millions d'euros.

### Sécurité
Depuis l'édition précédente du Festival interceltique de Lorient, la France a été frappée par plusieurs attentats tels que ceux du Bataclan en novembre 2015 et de Nice en juillet 2016. À la suite de ce dernier acte terroriste, plusieurs concerts et représentations sont annulés mais le Festival interceltique de Lorient est maintenu par ses responsables.
Dans ce contexte, le préfet du Morbihan, Raymond Le Deun, déclare qu'« il est évident que le FIL 2016 ne peut se dérouler comme le FIL 2015. Entre les deux, la France a connu des attentats terroristes », stipulant aussi que « face à la menace terroriste, nous considérons que le pays doit continuer à exister mais en adaptant ses mesures de sécurité ». Guy Geslin, président du festival interceltique, explique qu'« après le Bataclan, on savait que le dossier serait au cœur de cette édition. Les premières réunions ont débuté en février et se sont intensifiées suite aux derniers événements », ses propos étant appuyés par le maire de Lorient, Norbert Métairie.
Des moyens « considérables » sont ainsi mobilisés : 250 policiers, deux unités mobiles (CRS, gendarmes mobiles), des militaires dans le cadre du dispositif Sentinelle, 200 sapeurs-pompiers, 130 agents de sécurité privés et 500 bénévoles pour des missions de sécurité. Par ailleurs, un dispositif anti-intrusion est mis en place via des plots en béton et englobe la partie centrale du festival « qui doit être sanctuarisée » selon Raymond Le Deun. Le périmètre d'interdiction de stationnement des camping-cars et fourgons aménagés est également élargi. Le préfet du Morbihan admet que « c'est un dispositif contraignant mais c'est le prix à payer pour concilier le haut niveau de menace et la sécurité des festivaliers et des Lorientais ». Afin d'assurer la sécurité durant le festival, la ville de Lorient paye 80 000 € en plots en béton, en barrières ou encore pour les contrôles des accès. Le 6 août, le ministre de la Défense Jean-Yves Le Drian se rend à l'hôtel de ville de Lorient pour prendre connaissance du dispositif déployé durant le festival et rencontrer une partie des soldats qui participent à l'opération Sentinelle.

## Déroulé

### Couverture médiatique

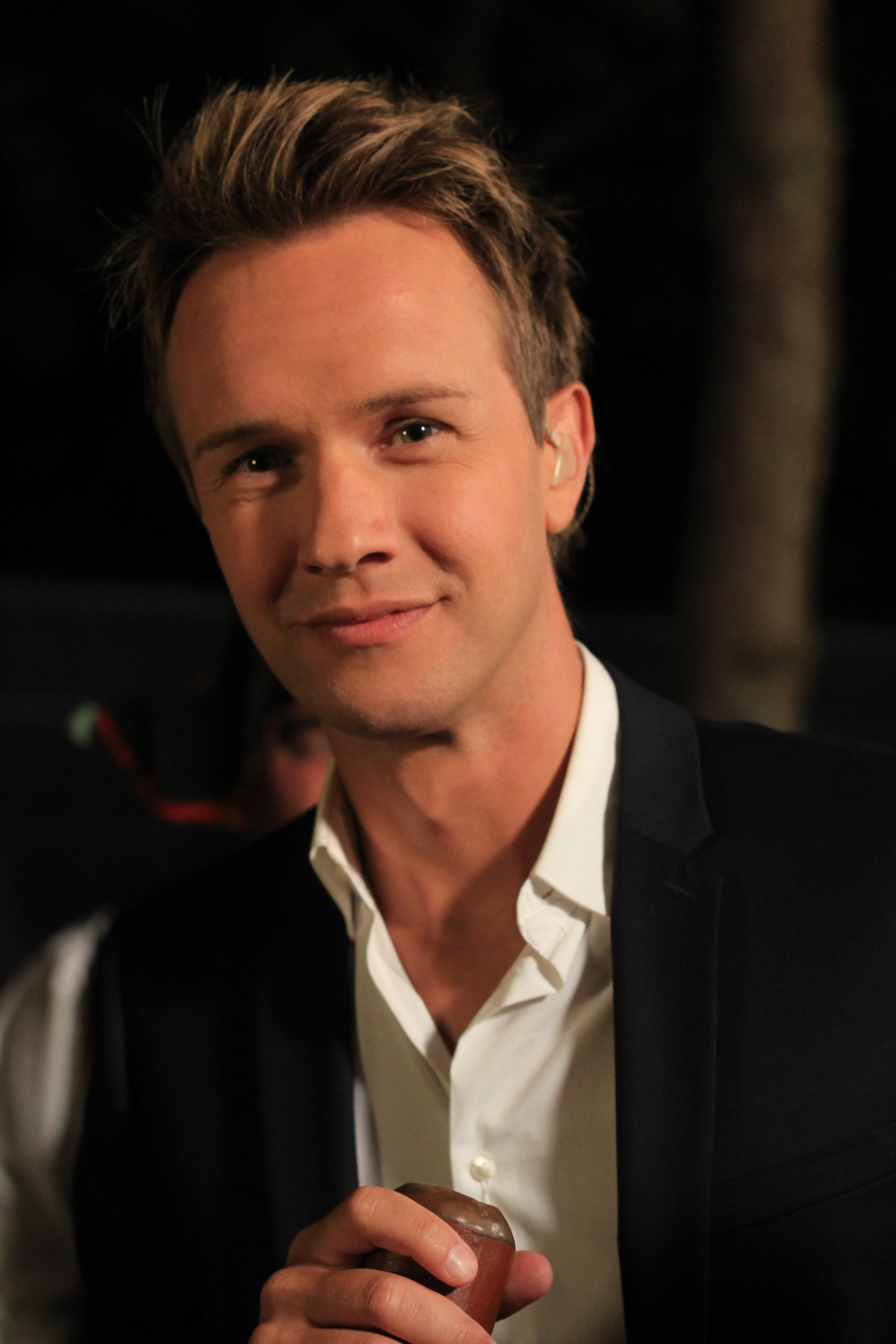
Cyril Féraud lors du festival.

Le festival fait l'objet de plusieurs programmations par la chaîne de télévision France 3, qui en est le partenaire depuis 2003. « Le Grand Spectacle », dont l'enregistrement est réalisé le 6 août, est présenté par Cyril Féraud au stade du Moustoir et diffusé en prime time le 14 août. Il attire 2,1 millions de téléspectateurs avec une part de marché de 12,9 %, derrière Harry Potter et la Coupe de feu (22,1 %) et les Jeux olympiques de Rio (17,6 %). Néanmoins, ces résultats sont inférieurs à ceux de l'édition précédente qui avait attiré 3,18 millions de téléspectateurs pour 15,9 % de part de marché.
Une application mobile gratuite, qui fonctionne sans connexion internet, est lancée en juillet 2016 par le Festival interceltique de Lorient. Elle répertorie notamment les horaires, lieux et dates de tous les concerts et permet d'écouter la playlist du festival.
David Harris, un photographe ayant trente ans d'expérience et dont le travail est régulièrement publié dans Beat Magazine, Fairfax Media, The Australian et divers blogs d'art et musique, est nommé en tant que photographe officiel australien pour cette édition du festival interceltique.

### Grande parade et Triomphe des sonneurs

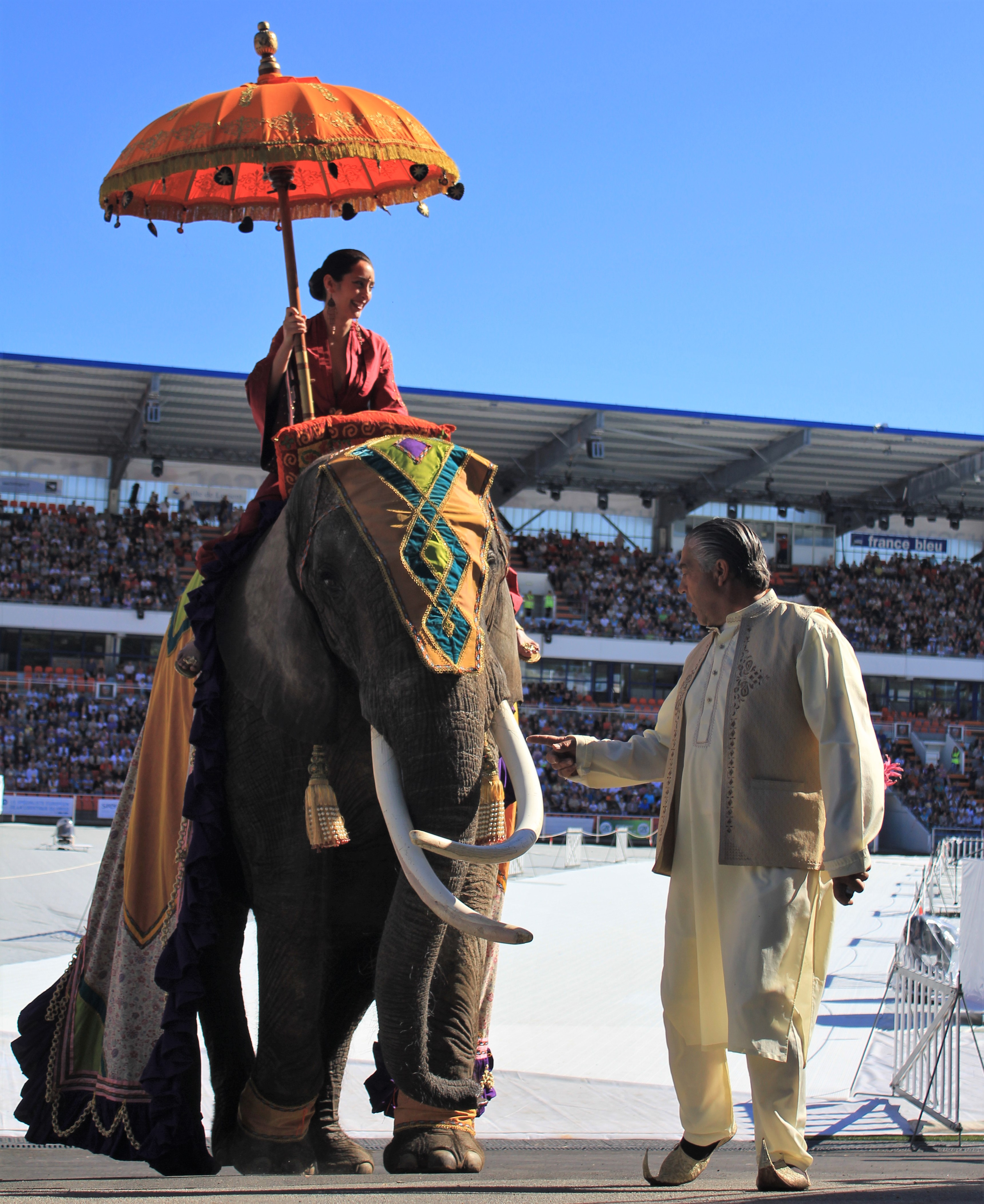
L'éléphant, dont le passage est limité au stade du Moustoir.

La « Grande parade des nations celtes » se déroule dans la matinée du 7 août. Celle-ci part du port de pêche de Lorient et se termine au stade du Moustoir, pour une distance totale de 2,5 km. En raison de la menace terroriste, la Grande parade n'est accessible que par douze points de contrôle, tous les autres accès étant fermés à la circulation.
Elle regroupe 78 groupes de danses et de musiques venant des différentes nations celtes, pour un total de près de 3 500 participants. C'est l'occasion pour les artistes de jouer une prestation typique et de défiler en costumes traditionnels. Les groupes sont accueillis au stade du Moustoir par un éléphant, animal symbole des 350 ans de la ville de Lorient créée à l'époque de la Compagnie des Indes. Le pachyderme, qui s'appelle Baby, devait initialement défiler avec les groupes dans la ville mais cela a été annulé pour des raisons de sécurité.
D'après les organisateurs, le nombre de spectateurs assistant à la Grande parade est estimé dans un premier temps à 80 000. Néanmoins, selon Le Télégramme, pour qui « la fête fut belle », « il serait plus raisonnable de revoir cette jauge un peu à la baisse » car, par endroits, les rangs de spectateurs étaient « clairsemés » et la foule « nettement moins compacte que l'an passé », probablement en raison de la menace terroriste pesante.
Le Triomphe des sonneurs se déroule le 7 août, à partir de 19 h, avec une quarantaine de groupes (bagadoù et cercles celtiques), répartis selon leur catégorie, qui défilent dans les rues de Lorient devant de nombreux spectateurs. Pour des raisons de sécurité, le parcours a néanmoins été réduit. Même si l'arrivée se fait toujours sur l'esplanade du théâtre de Lorient, le départ est effectué au niveau du stade annexe du Moustoir au lieu de la place Alsace-Lorraine.

### Concours

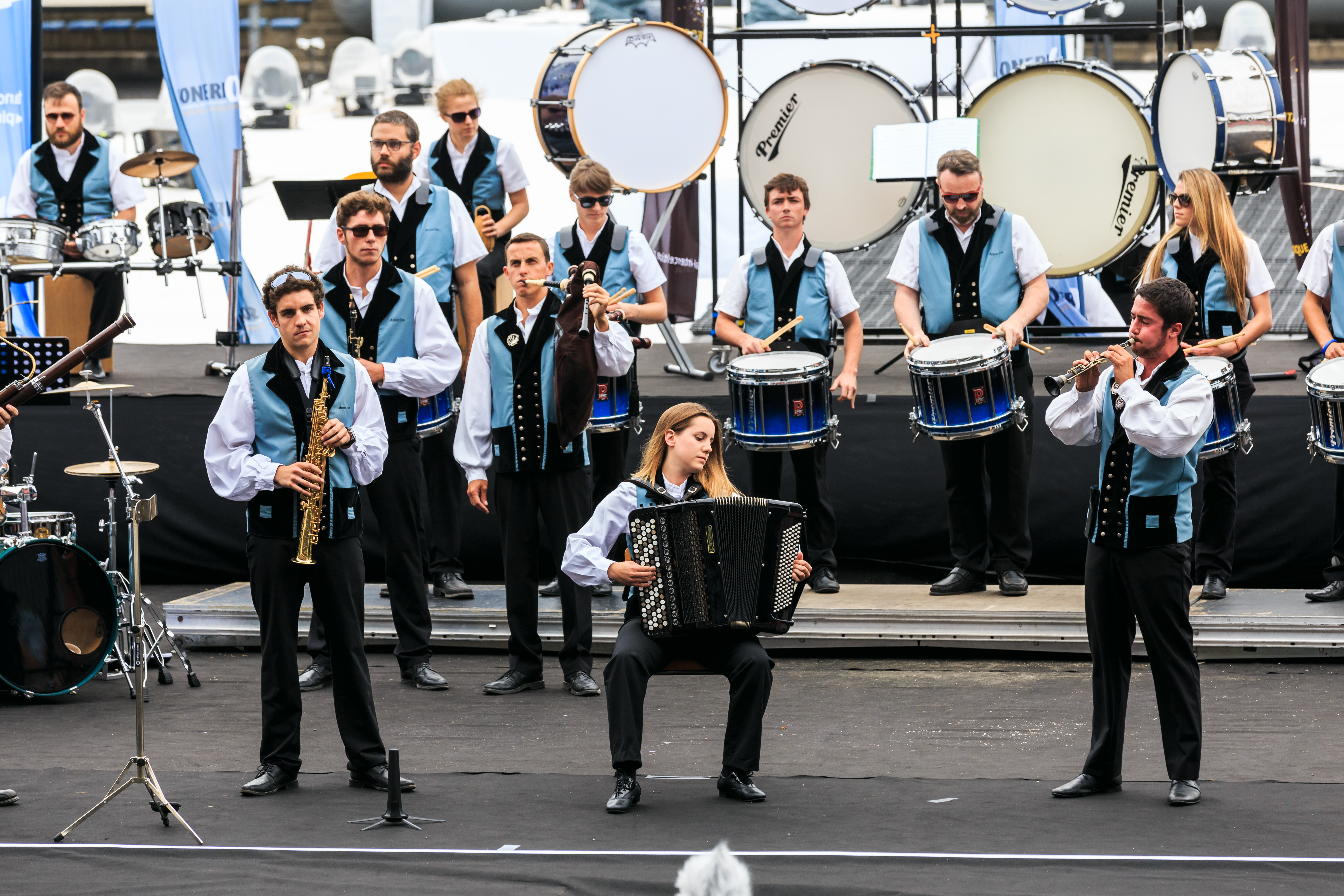
Le Bagad Melinerion au Championnat national des bagadoù, 1re catégorie.

Les concours de solistes récompensent lors de cette édition l'Asturien Jesus Fernandez Gonzalez (trophée Mac Crimmon de gaïta), Fred Morrison (trophée Mac Crimmon de Highland Bagpipe et Concours International de Pibroc'h), Loeiz Guillo (trophée Botuha qui distingue les sonneurs de moins de 20 ans), Daniel McDiarmid (Kitchen Music), Grant McFarlane (concours accordéon) et Jean Herrou (trophée de harpe celtique Camac).
Plusieurs concours de groupes sont organisés. Le 29e « trophée Matilin an Dall », qui regroupe des couples de sonneurs, est remporté par Gilles Léhart et Mathieu Messager. Le Trophée de musique celtique Loïc Raison pour les nouveaux talents est remporté par The Friel Sisters. Le Trophée International Greatness de pipe band est gagné par le GPS Bretagne Pipe Band (catégorie Marches-Strathpeys-Reels) et le Sea horses and district pipe band (catégorie medley). Le GPS Bretagne Pipe Band et le Bagad Melinerion remportent le trophée International Greatness de batteries.
Le Bagad Cap Caval rafle le championnat national des bagadoù 2016 en première catégorie, en remportant l'épreuve de Lorient devant le Bagad Kemper, qui avait pourtant gagné la première manche à Brest le 14 février.

### Concerts

#### Espace Marine

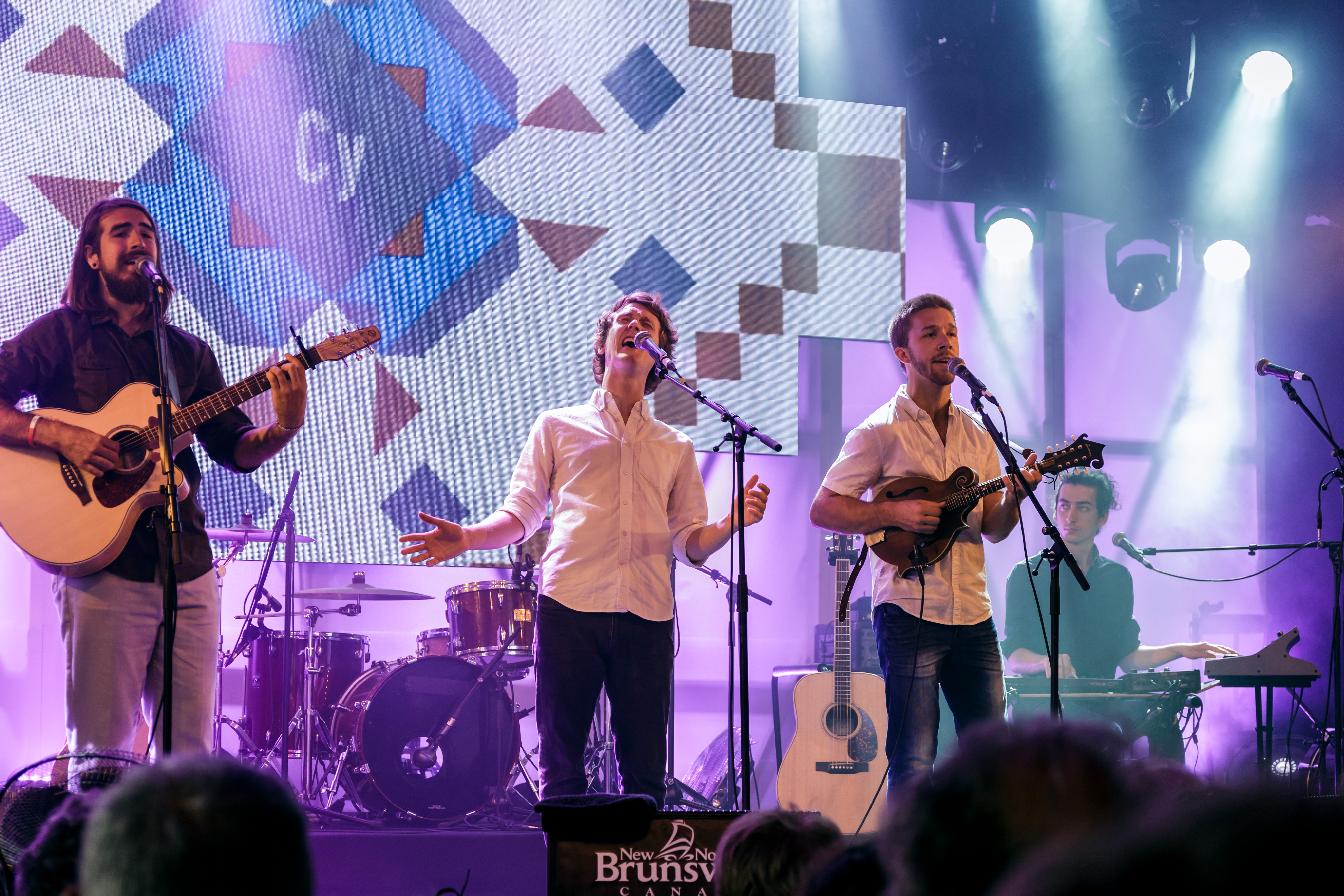
Le groupe Cy au pavillon Expérience Acadie.

Le samedi 6 août, Joan Baez joue devant plus de 4 500 personnes, interprétant des chansons pour les réfugiés et contre la guerre. À cette occasion, le harpiste Alan Stivell, invité surprise, entonne sa chanson Tri martolod en duo avec la chanteuse américaine. En rappel, Baez interprète l'hymne du festival de Woodstock We Shall Overcome devant un public « plus que super » selon elle. Le lendemain, Alan Stivell chante sur scène et y fête ses cinquante ans de carrière ; il est accompagné par le bagad de Lann-Bihoué le temps de trois chansons. Le 9 août, le groupe CherryGrove ouvre la soirée « Cap sur l'Écosse », mais Ouest-France estime que sont jouées des « ballades romantiques au son formaté » tandis que les avis du public sont partagés. Durant cette même soirée, la prestation du violoniste écossais Duncan Chisholm accompagné de cinq musiciens est saluée, les artistes y jouant notamment les musiques de l'album The Strathglass Trilogy.
Le 12 août, le guitariste australien Tommy Emmanuel, qui partage la scène avec Archie Roach, joue au son du « finger picking », une technique de guitare dans laquelle il excelle. Il est acclamé par le public pour sa prestation, le quotidien Ouest-France définissant même Tommy Emmanuel de « majestueux » avec son jeu de guitare qui « ne relève plus du talent mais du divinatoire ».

#### Pavillons des nations celtes

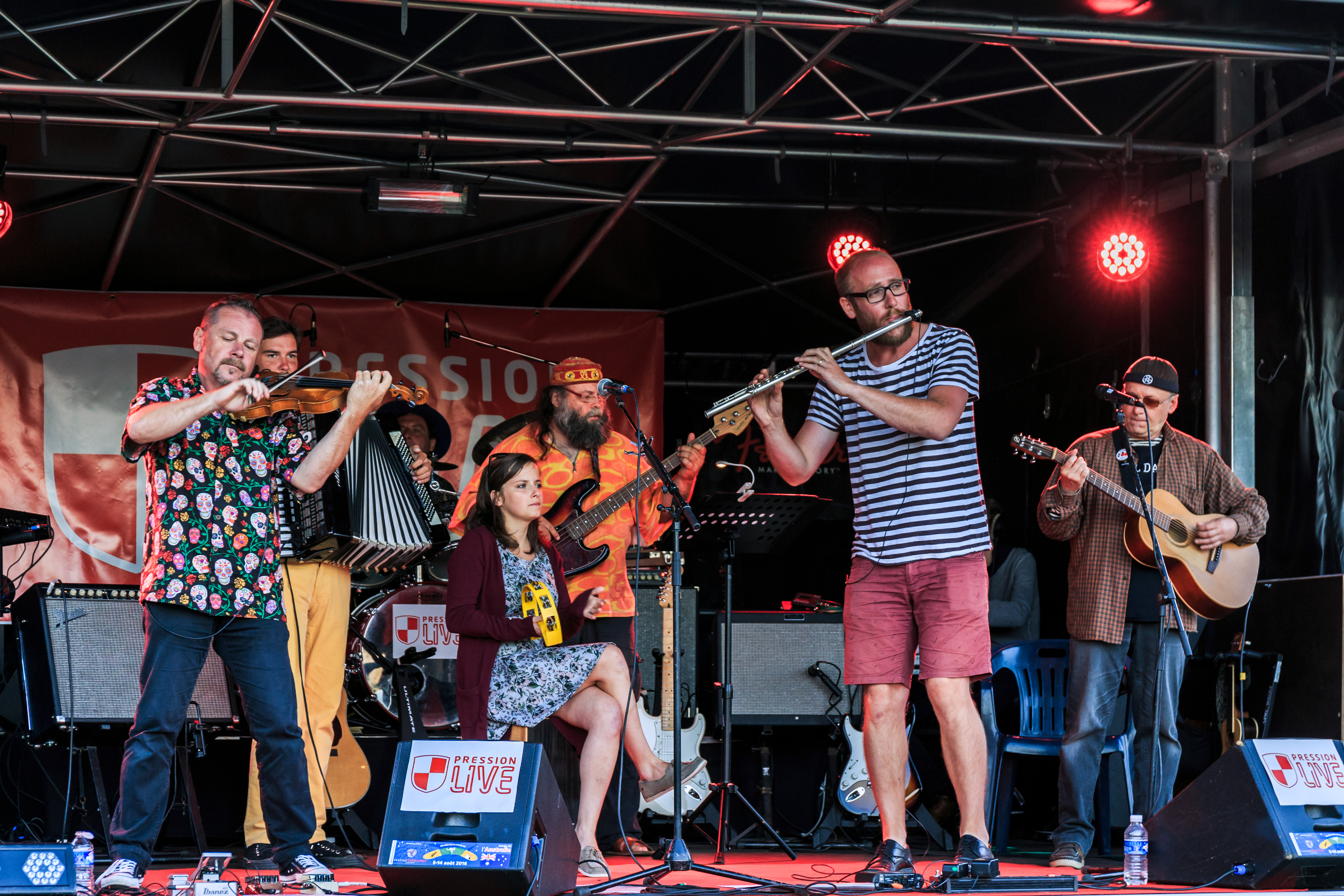
Jull Dajen sur la scène ouverte Pression Live.

Les différents pavillons celtes accueillent des concerts durant le Festival interceltique de Lorient. Ainsi, les festivités commencent le 5 août, sur le quai de la Bretagne, avec un concert des lauréats du Grand prix du disque produit en Bretagne : Republik (le nouveau groupe de Frank Darcel, en catégorie « artiste confirmé »), Gurvan Liard (catégorie « artiste découverte ») et Youn Kamm & le bagad du bout du monde (prix « coup de cœur du jury »). Néanmoins, le public se fait peu nombreux, avec une cinquantaine de personnes debout devant la scène, comme cela a pu être constaté durant la prestation de Frank Darcel. Par ailleurs, au niveau du pavillon irlandais, la musicienne navigatrice Marieke Huysmans-Berthou présente tous les jours, à bord de son bateau Lady Flow, son spectacle « Pianocéan », un projet né en 2013 et qui a déjà connu plus de 200 concerts. Pendant l'Interceltique, un jury de quatre musiciens professionnels a écouté, incognito, quarante jeunes guitaristes programmés dans le « Festival in »,. Après délibérations le 12 août, le jury déclare vainqueur le Japonais Hajime Takahashi, âgé de 27 ans, qui remporte un modèle unique de guitare de la marque australienne Maton, nacré des nations celtes sur le manche.

#### Théâtre de Lorient et palais des congrès
Plusieurs évènements ont lieu au théâtre de Lorient. La soirée d'ouverture de Australie se déroule durant trois heures le 6 août avec plusieurs artistes : Archie Roach, Eric Bogle, Jane Rutter, Claymore et Saoirse big band. Par ailleurs, à l'occasion de ses 70 ans, l'association Sonerion présente Melezour (qui signifie « miroir » en breton), une nouvelle création musicale du bagad Kemper, le 12 août. Durant ce projet, le bagad Kemper a collaboré avec d'autres artistes : Marthe Vassallo et Sylvain Girault au chant, Bernard Le Dreau au saxophone, ainsi qu'Erwan Volant et Thibault Niobé à la guitare.
Au palais des congrès, la harpiste Cécile Corbel présente le 9 août « La lanterne magique », un spectacle ayant nécessité un an de travail et qui présente des illustrations et des courts-métrages autour de chansons.

#### «Festival off»
Le « Festival off » a aussi sa programmation. Par exemple, le groupe What a Mess présente son album 350 kg de rock, en version acoustique ou électrique, à l'occasion de sept concerts de trois heures dans des bars lorientais. Le groupe de rock-trad canadien Bodh'aktan est également présent durant cette édition du festival le temps de trois concerts. Le 9 août, Serge et Gary du groupe lorientais Soldat Louis se joignent à Bodh'aktan, sur la chanson Encore un rhum, au café-concert Le Galion qui fait salle pleine. Selon Le Télégramme, le « lieu off le plus in du FIL pour les fêtards » est la place Polig-Monjarret, avec ses bars O'Carolys Pub, O'Flaherty et la Taverne, qui peut concentrer jusqu'à 2 000 personnes en soirée.

### Autres activités
Durant le festival, l'Institut culturel de Bretagne, en partenariat avec l'association Emglev Bro An Oriant, organise douze conférences sur divers sujets tels que l'origine, l'art et l'histoire des Celtes, l'insurrection de Pâques 1916, les 70 ans de la fédération Sonerion… Il propose également une exposition consacrée à « La Bretagne et ses emblèmes : hermine, Bro-Gozh, drapeau breton ».

## Bilan

### Fréquentation
Les organisateurs du festival communiquent le chiffre de 700 000 festivaliers présents lors de cette édition. Lisardo Lombardía, directeur du festival, déclare ainsi que « le public est venu à Lorient pour résister, célébrer la culture et pas la peur ». La Grande Parade est suivie par 60 000 spectateurs dans les rues de Lorient et 10 000 assistent à l'arrivée du défilé dans le stade du Moustoir. Plus de 50 000 badges d'accès sont vendus, en légère baisse par rapport à l'année précédente. Les chiffres sont en retrait lors du premier week-end du festival en raison des risques éventuels d'attentats. Par exemple, au village celte, la restauration a vu ses chiffres baisser de 15 à 20 % et environ 50 % de repas enfants en moins par rapport à l'année précédente, avant d'avoir une fréquentation à la hausse dès le mardi suivant.
Le festival enregistre la seconde meilleure billetterie de son histoire, après celle de l'édition de 2010 avec la Bretagne à l'honneur. Huit soirées ont affiché complet : la Cotriade, la soirée d'ouverture de l'Australie, les concerts de Joan Baez, d'Alan Stivell, de Dan Ar Braz, et de Cécile Corbel, ainsi que les 70 ans de Sonerion et la grande soirée de la harpe celtique. Enfin, le concert de clôture de The Corrs au port de pêche de Keroman attire entre 7 800 et 8 000 spectateurs, dont 6 300 entrées payantes. Selon Norbert Métairie, le maire de Lorient, « la réussite de ce festival revient donc incontestablement au rassemblement républicain que nous avons su former autour des valeurs du même nom : la fraternité, la diversité, le dialogue des cultures, le respect des uns et des autres ».

### Données économiques
Le bilan comptable de l'édition 2016 est annoncé lors de l'assemblée générale du 20 mai 2017 au centre culturel d'Amzer Nevez à Ploemeur. Pour un budget de 6 millions d'euros, le festival enregistre un bénéfice de 49 264 € malgré une baisse de fréquentation par rapport à l'édition précédente et le contexte sécuritaire particulier. Selon Guy Gestin, président du FIL, il s'agit d'« un résultat correct, compte tenu des événements de l'année dernière. On est sur la bonne trajectoire », expliquant que « les attentats de Paris et le funeste 14 juillet de Nice nous ont amenés à rehausser notre niveau de sécurité. Des contraintes sécuritaires durables et coûteuses ». Le festival génère également 20 à 25 millions d'euros de retombées économiques. Les entrées financières sont le fait pour 692 000 € de partenariats et de mécénats, pour 1,403 millions d'euros de billetterie, pour 1,212 millions d'euros de recettes bar et restauration, et pour 277 000 € de la vente de badges de soutien. Le déficit de l'association s'élève à 377 000 € au 31 décembre 2016.
L'association s'appuie pour cette édition sur douze permanents, 800 contrats courts, 1 600 bénévoles (en hausse de 230 personnes).

### Sécurité et évolutions annoncées

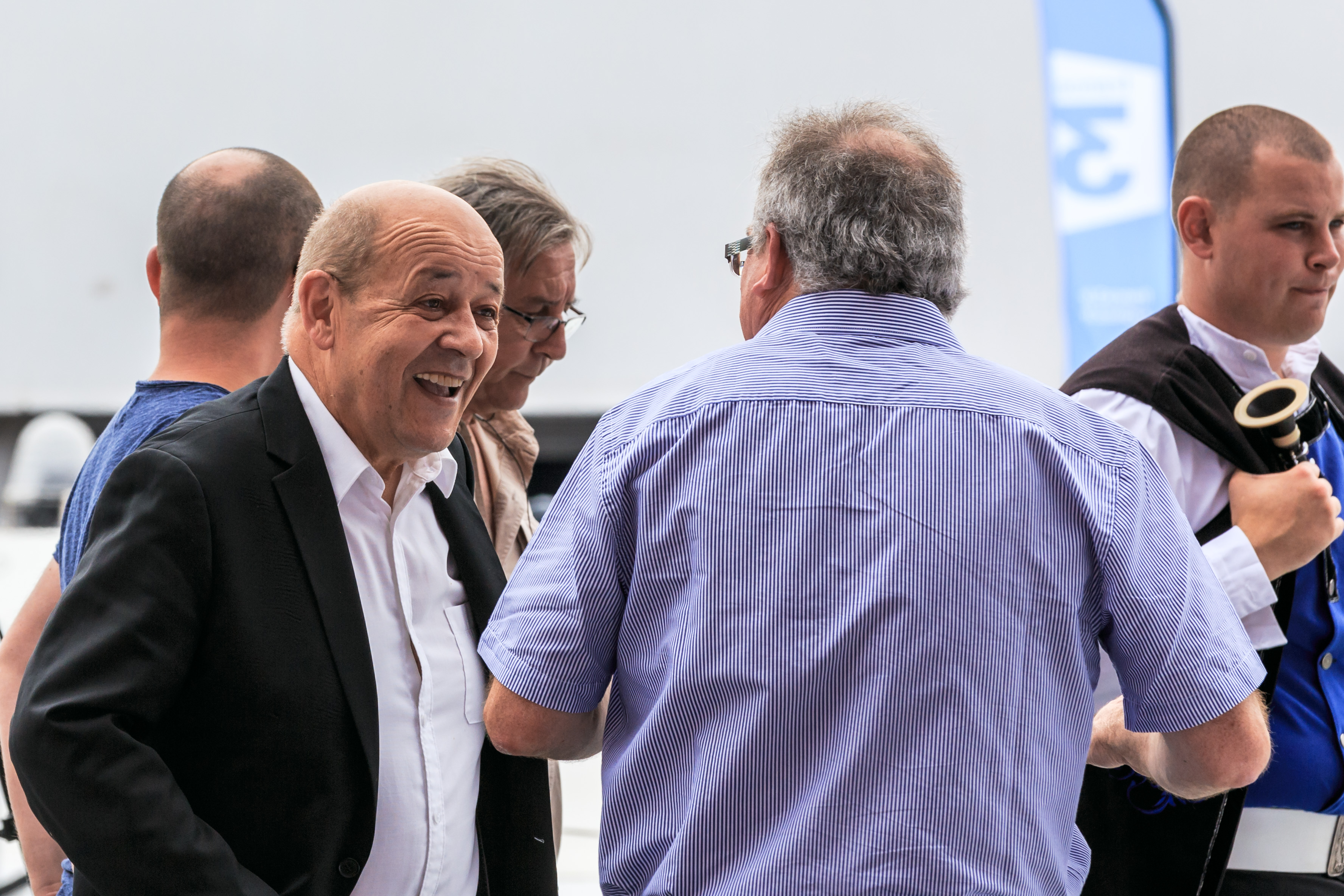
Le ministre de la Défense Jean-Yves Le Drian lors du festival.

Le nombre d'infractions est divisé par deux par rapport à l'édition précédente, la police enregistrant surtout des atteintes aux biens. Les secours, qui ont eu moins à intervenir que les années précédentes, ont reçu 533 personnes : 192 sont transférées au poste médicalisé du lycée Saint-Louis de Lorient tandis que 31 autres sont hospitalisées.
Le sous-préfet de Lorient Jean-Francis Treffel réfléchit à la mise en place d'un périmètre clos permettant d'assurer le contrôle des entrées car il estime que « les risques d'attentat sont toujours réels et nous sommes persuadés que la situation va durer ». Pour cela, il envisagerait de modifier l'organisation du festival en mettant en place des points d'accès avec un contrôle aux entrées, comme cela a été fait pour la Grande parade lors de cette édition. Néanmoins, le festival ne serait pas déménagé et continuerait donc à se dérouler dans le centre-ville de Lorient,. Par ailleurs, lors de la conférence de presse du 14 août qui dresse le premier bilan du FIL, Lisardo Lombardía met fin à des rumeurs sur son éventuel départ du poste de directeur du Festival interceltique.
De son côté, la rédaction lorientaise de Ouest-France, qui considère que « l'année de l'Australie a tenu ses promesses », reproche au Festival interceltique de Lorient un « inamovible scénario » semblant être « figé dans le marbre » et qui manque de surprises. Sans trahir l'esprit folk du festival, le périodique suggère, par exemple, la rencontre entre un pipe band et le groupe écossais Franz Ferdinand pour l'édition de 2017. Les organisateurs du FIL et l'association Breizh Amerika déclarent, de leur côté, travailler sur la présence d'un pavillon de la Louisiane pour leurs cousins Cadiens dans les années à venir.

### Récompenses
En janvier 2017, le Festival interceltique de Lorient se voit décerner par les Festivals Awards le titre du « Meilleur Festival Urbain français 2016 » pour la troisième année consécutive lors de la Nuit des festivals qui se déroule au Divan du Monde, une salle de spectacle parisienne. Il l'emporte devant le Reggae Sun Ska de Bordeaux et le Main Square Festival d'Arras. Il termine également 8e dans la catégorie « Meilleur Grand Festival », améliorant sa 10e place obtenue en 2015. Le concours, présenté par l'humoriste Maxime Musqua, réunissait 160 festivals participants et a comptabilisé plus de 80 000 votants.

## Discographie
- 2016 : Festival interceltique de Lorient 46ème Edition Australie (Keltia Musique)| No  | Titre                                                        | Durée |
| --- | ------------------------------------------------------------ | ----- |
| 1.  | The Flooded Meadow par Duncan Chisholm                       | 03:24 |
| 2.  | Diamonds and Rust par Joan Baez                              | 03:45 |
| 3.  | New Amzer - Spring par Alan Stivell                          | 04:45 |
| 4.  | Bring on the Night par The Corrs                             | 04:18 |
| 5.  | Strak ha pak par Startijenn                                  | 04:00 |
| 6.  | Took the Children Away par Archie Roach                      | 05:25 |
| 7.  | Unnamed Shetland Rell par Solas                              | 03:04 |
| 8.  | No Man's Land par Eric Bogle                                 | 06:31 |
| 9.  | Ar vosenn par Youn Kamm                                      | 06:03 |
| 10. | Fair Wind par Mec Lir                                        | 03:24 |
| 11. | Rhew di ranno par Carreg Lafar                               | 04:02 |
| 12. | Los Trabayos D'Esti Mundu par Muyeres                        | 02:39 |
| 13. | Ar Meilher - Gavotte Bigoudene par Tymen Kerveillant Quintet | 04:57 |
| 14. | Haul Away Joe par Oll An Gwella                              | 02:26 |
| 15. | Hello and Goodbyes par Tommy Emmanuel                        | 04:24 |
| 16. | Ramanua par Riobó                                            | 04:43 |
| 17. | Plinn par Son Samifati                                       | 04:18 |

## Sources